# Ptichopus hylauius
Ptichopus hylauius es una especie de coleóptero de la familia Passalidae.

## Distribución geográfica
Habita en Brasil.